# ترور لیندن
ترور لیندن (انگلیسی: Trevor Linden؛ زادهٔ ۱۱ آوریل ۱۹۷۰) بازیکن هاکی روی یخ اهل کانادا است.
از باشگاه‌هایی که در آن بازی کرده‌است می‌توان به ونکوور کناکز و مونترآل کانادینز اشاره کرد.